# Batdance
«Batdance» — песня Принса из саундтрека к фильму 1989 года «Бэтмен». Вышла как сингл 8 июня 1989 года.
Песня поднялась на первое место в США в чарте Billboard Hot 100. Кроме того, в «Билболде» она была на 1-м месте в тематическом чарте песен в жанре ритм-н-блюз, а также в танцевальных чартах Dance Music/Club Play Singles и Hot Dance Music/Maxi-Singles Sales, и на 18-м месте в чарте песен в жанре современного рока Modern Rock Tracks.
«Batdance» стала в карьере Принса четвёртой песней, поднявшейся на 1-е место американского чарта Billboard Hot 100 (и первой с 1986 года, когда на 1-м месте была его песня «Kiss»).